# خورخي ريفيرا غاليندو
خورخي ريفيرا غاليندو (بالإسبانية: Jorge Rivera Galindo)‏ هو لاعب كرة قدم ومدرب كرة قدم كولومبي وبيروفي، ولد في 28 أكتوبر 1978 في Puerto Tejada, Cauca ‏ في كولومبيا. لعب مع Sport Loreto ‏.